# Gare de Lumbres
Gare de Lumbres vasútállomás Franciaországban, Lumbres településen.

## Vasútvonalak
Az állomást az alábbi vasútvonalak érintik:
- Saint-Omer à Hesdigneul-vasútvonal

## Kapcsolódó állomások
A vasútállomáshoz az alábbi állomások vannak a legközelebb:
- Gare d’Esquerdes